# Подорожник прерієвий
Подоро́жник прерієвий (Rhynchophanes mccownii) — вид горобцеподібних птахів родини Calcariidae.

## Поширення
Цей вид розмножується у Великих рівнинах на півночі та в центральній частині США (Монтана, Північна Дакота, Південна Дакота, Вайомінг, Колорадо, Небраска) та на півдні Канади (Альберта, Саскачеван, Онтаріо). На зимівлю мігрує на південь США (Техас, Оклахома, Нью-Мексико, Аризона, окремі зграї мігрують в Каліфорнію, Південне Колорадо і Канзас) та північ Мексики (штати Дуранго, Сакатекас).

## Опис
Птахи завдовжки 24-27 см. У самиць голова, спина, крила та центральна частина хвоста сіро-коричневого кольору. Окремі пір'їни з чорними кінчиками, що надає птаху строкатий вигляд. Криючі крил темно-коричневі. Горло, груди та черево білі. Самці відрізняються наявністю білих брів і вусів, чорним лобом і вершиною голови, чорними грудьми та коричневими криючими крил.

## Спосіб життя
Мешкає у сухих преріях з невисокою травою. Поза сезоном ромноження трапляються у великих зграях, часто змішаних з іншими видами птахів. Постійно перебувають в русі, проводячи більшу частину дня в пошуках їжі на землі. Ночують на землі, сховавшись між травою. Живляться насінням трав та дрібними комахами.
Сезон розмноження триває з початку травня до липня. Утворює моногамні пари. За сезон буває одна кладка. Гніздо будує самиця на землі у вигляді чаші. Всередині вистелюється сухою травою. У гнізді 3-4 яйця. Інкубація триває 14 днів. Насиджує самиця. Самець в цей час охороняє її. Пташенята народжуються голі та сліпі. Про пташенят піклуються обидва батьки.